# Omar Richards
Omar Tyrell Crawford Richards (* 15. února 1998 Lewisham) je anglický profesionální fotbalista, který hraje na pozici levého obránce nebo křídelníka za řecký klub Olympiakos Pireus, kde je na hostování z Nottinghamu Forest. Je také bývalým anglickým mládežnickým reprezentantem.

## Klubová kariéra

### Reading
Než v 10 letech přestoupil do Fulhamu, hrál za místní týmy. V červenci 2016, po uvolnění z Fulhamu U16, podepsal svou první profesionální smlouvu s Readingem. Trenér akademie Readingu David Dodds ho předělal z levého útočníka na levého obránce.
Za Reading debutoval pod vedením trenéra Jaapa Stama v úvodní den sezóny 2017/18, když v 59. minutě vystřídal Jóna Daðiho Böðvarssona po červené kartě Tiaga Iloriho. Dne 30. listopadu 2017 Reading oznámil, že Richards podepsal s klubem novou smlouvu do roku 2021. Svůj první profesionální gól vstřelil 20. února 2018 při remíze 1:1 s Nottingham Forest.

### Bayern Mnichov
Dne 27. května 2021 Bayern Mnichov oznámil, že s Richardsem podepsal čtyřletou smlouvu.

### Nottingham Forest
Richards strávil v kádru mnichovského Bayernu jenom jeden rok, nedokázal se prosadit do základní sestavy a v létě 2022 se vrátil vlasti, když byl potvrzen jeho přestup do Nottinghamu. Obránce s nováčkem Premier League podepsal čtyřletý kontrakt.

## Reprezentační kariéra
Richards se narodil v Anglii, je jamajského původu a projevil zájem reprezentovat jamajský národní tým. Dne 30. srpna 2019 obdržel své první reprezentační povolání, když byl zařazen do anglického týmu U21. Svůj debut v reprezentaci U21 si nakonec odbyl 11. října 2019 jako střídající hráč při remíze 2:2 proti Slovinsku v Mariboru.

## Osobní život
Narodil se v Lewishamu, kde vyrůstal s matkou samoživitelkou a dvěma bratry.

## Kariérní statistiky
Aktualizováno 9. dubna 2022
| Klub           | Sezóna         | Liga             | Liga   | Liga | Národní pohár | Národní pohár | Ligový pohár | Ligový pohár | Evropa | Evropa | Ostatní | Ostatní | Celkem | Celkem |
| Klub           | Sezóna         | Soutěž           | Zápasy | Góly | Zápasy        | Góly          | Zápasy       | Góly         | Zápasy | Góly   | Zápasy  | Góly    | Zápasy | Góly   |
| -------------- | -------------- | ---------------- | ------ | ---- | ------------- | ------------- | ------------ | ------------ | ------ | ------ | ------- | ------- | ------ | ------ |
| Reading U23    | 2016/17        | —                | —      | —    | —             | —             | —            | —            | —      | —      | 2       | 0       | 2      | 0      |
| Reading        | 2017/18        | EFL Championship | 13     | 2    | 2             | 0             | 1            | 0            | —      | —      | —       | —       | 16     | 2      |
| Reading        | 2018/19        | EFL Championship | 10     | 0    | 1             | 0             | 1            | 0            | —      | —      | —       | —       | 12     | 0      |
| Reading        | 2019/20        | EFL Championship | 28     | 0    | 4             | 1             | 2            | 0            | —      | —      | —       | —       | 34     | 1      |
| Reading        | 2020/21        | EFL Championship | 41     | 0    | 0             | 0             | 1            | 0            | —      | —      | —       | —       | 42     | 0      |
| Reading        | Celkem         | Celkem           | 92     | 2    | 7             | 1             | 5            | 0            | —      | —      | —       | —       | 104    | 3      |
| Bayern Mnichov | 2021/22        | Bundesliga       | 11     | 0    | 1             | 0             | —            | —            | 4      | 0      | 0       | 0       | 16     | 0      |
| Kariéra celkem | Kariéra celkem | Kariéra celkem   | 103    | 2    | 8             | 1             | 5            | 0            | 4      | 0      | 2       | 0       | 122    | 0      |

## Úspěchy

### Bayern Mnichov
- DFL-Supercup: 2021[20]
- Bundesliga: 2021/22